# Hassan Abdurahman
Hassan Abdurahman (Arabic:حسن عبد الرحمن) (sinh ngày 11 tháng 2 năm 1989) là một cầu thủ bóng đá người Các Tiểu vương quốc Ả Rập Thống nhất. Hiện tại anh thi đấu cho Emirates Club.